# Bollnäs kyrka

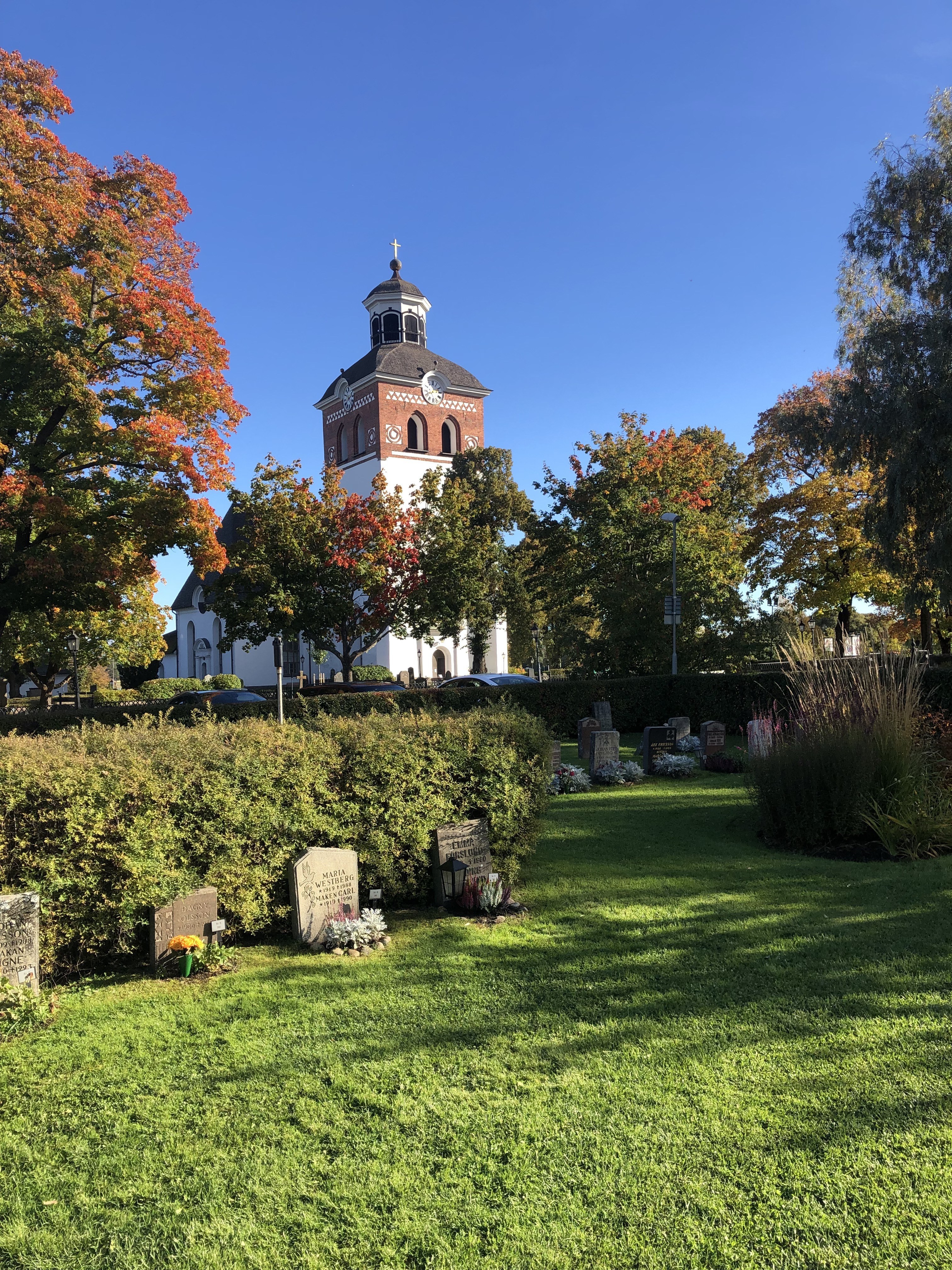
Bollnäs kyrka, vy från kyrkogården efter Edsbyvägen

Bollnäs kyrka är en kyrkobyggnad i Bollnäs. Den är församlingskyrka i Bollnäs församling i Uppsala stift. Kyrkan hyser Sveriges näst största samling av medeltida kyrkoskulpturer i trä. 
Kyrkan byggdes troligen under 1300-talet. Tornet tillkom på 1460-talet, och korsarmar tillbyggdes 1753–1755. Det 3,5 meter höga altarskåpet kom till kyrkan 1468. Gunnar Torhamn står bakom kalkmålningar utförda 1928 i valven. På 1930–1940-talet avmålades Bollnäs kyrka med samhället i bakgrunden av konstnären Bror Hillgren (1881–1955) som var verksam i Delsbo.

## Interiörer
Bollnäs kyrka har Sveriges största samling av medeltida kyrkoskulpturer efter Vadstena klosterkyrka. I kyrkans kor finns tre altarskåp och fem andra skulpturer och ytterligare 16 skulpturer som ingår i samlingen återfinns på Hälsinglands museum. De tre verk som anses vara mest betydande är högaltarskåpet, det stora altarskåpet och Maria-altarskåpet. Maria-altarskåpet kallas vanligen för "Bollnäsmadonnan" och brukar tillskrivas Haaken Gulleson från tiden kring 1520.

### Orgel
Bollnäs kyrka hade före 1748 en orgel med 7 stämmor som var 200 år gammal.1748 byggde Jonas Gren och Petter Stråhle, Stockholm en orgel bak i kyrkan. Redan 1745 hade Daniel Stråhle, Torshälla skrivit kontrakt med församlingen om en ny orgel. Gren och Stråhles orgel fullbordades 1748 och inventerades av organisten Zellbell och målades av Winge. När kyrkan vidgades 1755 flyttades orgeln längre fram av Gren, Stråhle och gesällen Johann Friedrich Rhode. Mellan 1769 och 1770 byggde orgeln om av Lars Fredrik Hammardahl, Arbrå. 1780 rensades och stämdes orgelverket av Hammardahl. 1793 reparerade Hammardahl verket.
| Manual            | Pedal   |
| Kvintadena 16'    | Bihängd |
| Principal 8'      |         |
| Gedackt 8'        |         |
| Kvintadena 8'     |         |
| Oktava 4'         |         |
| Flöjt 4'          |         |
| Kvinta 3'         |         |
| Oktava 2'         |         |
| Mixtur 4 chor     |         |
| Trumpet 16'       |         |
| Trumpet 8'        |         |
| Trumpet 4' B      |         |
| Vox virginea 8' D |         |

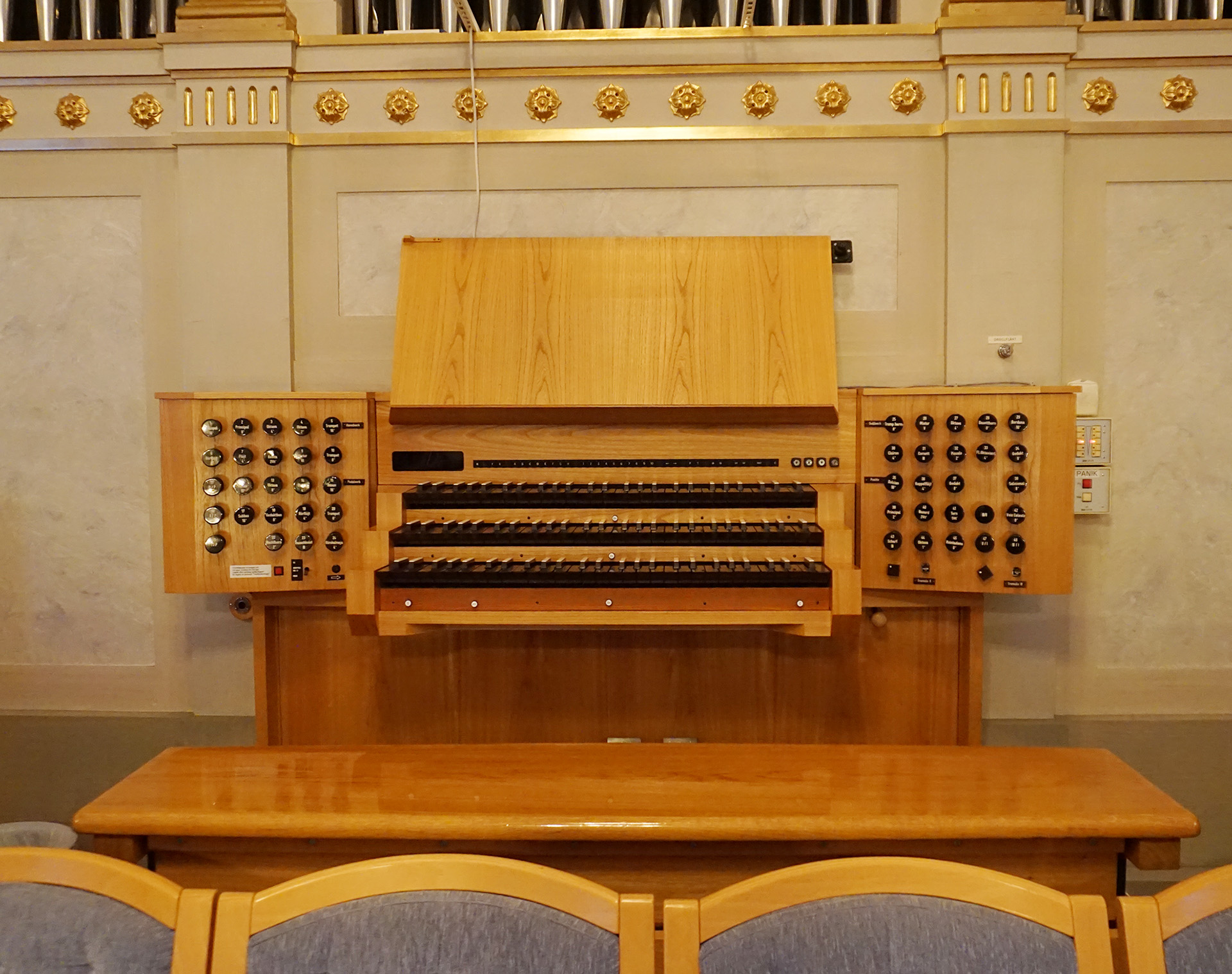
Spelbordet på kyrkorgeln i Bollnäs kyrka.

1878 byggde E. A. Setterquist & Son, Örebro, en orgel med 23 stämmor, två manualer och pedal. De 23 stämmorna innehöll 1101 st. ljudande pipor varav 155 av trä, 946 stycken av dels rent engelskt tenn och dels av god orgelmetall. Fasaden innehöll 60 stycken ickeljudande pipor av rent engelskt tenn. Orgelverket började insättas 17 maj 1878 och blev besiktigat 31 augusti 1878 av domkyrkokantorn i Uppsala, Johan Gustaf Hiller där beröm gavs för verkets tysta och jämna gång och piporna hade den intonerade stämma de skulle ha och som lät bra i samklang med varandra. Stämningen var liksvävande och god. Alla mekaniska delar var välgjorda. Istället för kontrakterade 4 kubiska luftbälgar så satte Setterquist in 5 stycken som också fick beröm för sin lufttäthet och som gav lika jämn luft och var tystgående. Den hade även 3 regulatorer för luftfördelningen. Spelinrättningen var anbragt i en spelpulpet framför fasaden och var vänd mot församlingen. Orgeln, oberäknat kostnad för kost och logi med en medhjälpare under 3½ månads arbete, kostade 14 000 kr. i dåtidens valutavärde. Det ansågs billigt i förhållande till orgelns prestanda. Orgeln började användas 1 september 1878 innan någon officiell invigning ägt rum. Fasaden är ritad av arkitekt Johan Fredrik Åbom, Stockholm.
| Manual 1            | Manual 2            | Pedal          | Koppel                                                   |
| ------------------- | ------------------- | -------------- | -------------------------------------------------------- |
| Principal 8'        | Principal 8'        | Subbas 16'     | 7 stycken varav ett regerade Crescendo- och svällverket. |
| Borduna 16'         | Salicional 8'       | Qvinta 12'     |                                                          |
| Flûte Harmonique 8' | Rörflöjt 8'         | Violoncelle 8' |                                                          |
| Gamba 8'            | Flûte Octaviante 4' | Bourdon 8 '    |                                                          |
| Borduna 8'          | Flageolette 2'      | Octava 4'      |                                                          |
| Octava 4'           | Euphone 8'          | Bassun 16'     |                                                          |
| Octava 2'           |                     | Trumpet 8'     |                                                          |
| Cornett 3 chor      |                     |                |                                                          |
| Trumpet 16'         |                     |                |                                                          |
| Trumpet 8'          |                     |                |                                                          |

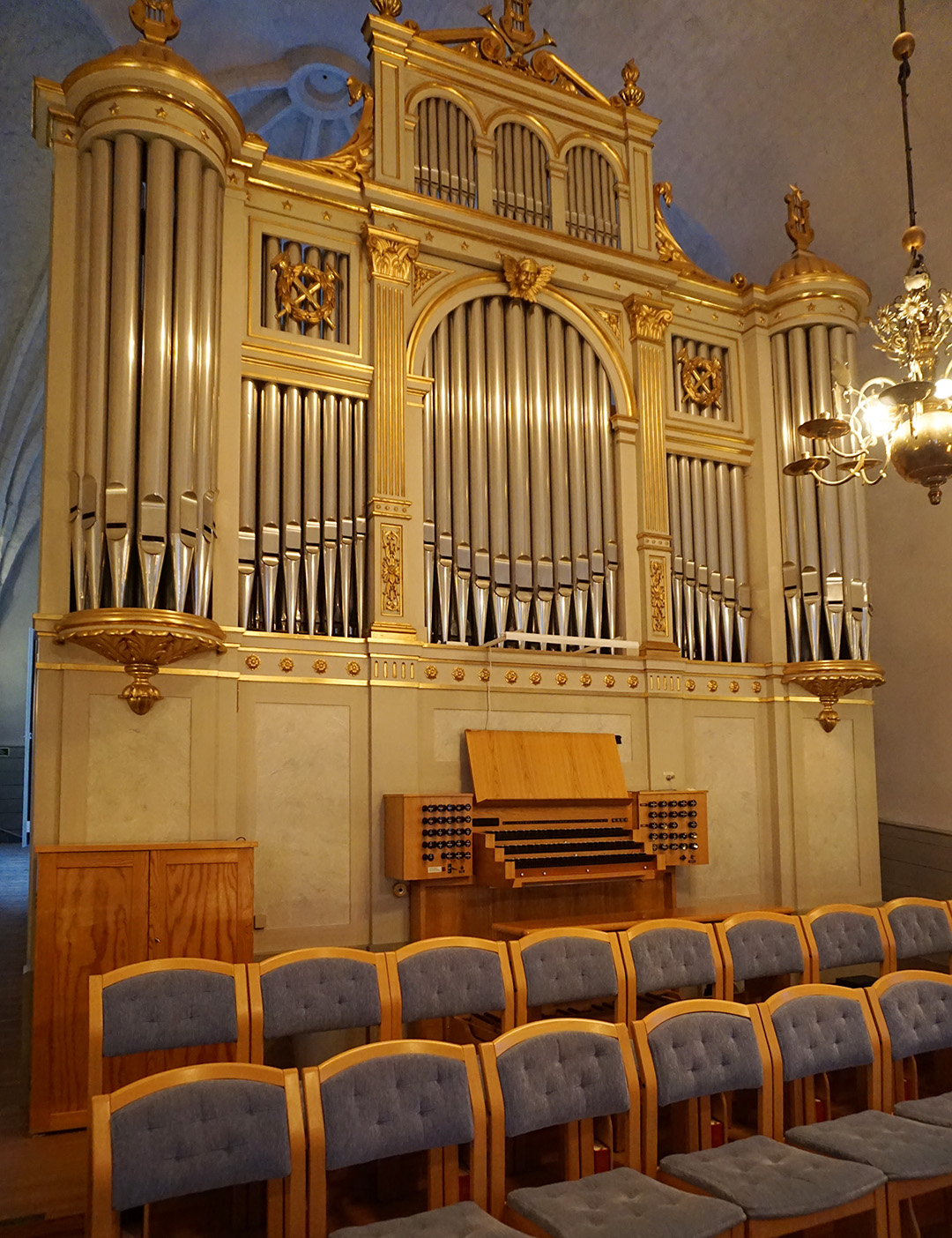
Kyrkorgel på läktaren i Bollnäs kyrka.

Orgeln byggdes till 1928 av samma firma och hade efter tillbyggnaden 40 stämmor, tre manualer och pedal. 1952 byggdes orgeln om av Frede Aagaard, Norrahammar.
Den nuvarande orgeln byggdes 1981 av Olof Hammarberg, Göteborg. Orgeln har mekanisk traktur, elektrisk registratur och slejflådor. Fasaden är från 1878 års orgel. Crescendosvällaren är gemensam för manual II och III. Registersvällare och Tutti. Orgeln har även tusentals setzerkombinationer.[källa behövs]
| Huvudverk I C-g3 | Positiv II C-g3   | Svällverk III C-g3    | Pedal C-f1      | Koppel | Övrigt                |
| Principal 16'    | Gedackt 8'        | Borduna 16´           | Violon 16´      | I/P    | 4 fria kombinationer. |
| Principal 8´     | Kvintadena 8'     | Basetthorn 8'         | Subbas 16'      | II/P   | Tutti.                |
| Rörflöjt 8'      | Koppelflöjt 4'    | Salicional 8'         | Oktavbas 8'     | III/P  | Registersvällare.     |
| Oktava 4'        | Nasard 2 2⁄3'     | Voix céleste 8'       | Gedacktbas 8'   | II/I   |                       |
| Flöjt 4'         | Principal 2'      | Gedackt 8'            | Oktava 4'       | III/I  |                       |
| Kvinta 2 2⁄3'    | Ters 1 3⁄5'       | Oktava 4'             | Rörflöjt 4'     | III/II |                       |
| Oktava 2'        | Oktava 1'         | Flöjt oktaviant 4'    | Nachthorn 2'    |        |                       |
| Mixtur VI        | Scharff III       | Piccolo 2'            | Rauschkvint III |        |                       |
| Trumpet 16'      | Dulcian 16'       | Kornett III           | Basun 16'       |        |                       |
| Trumpet 8'       | Tremulant         | Mixtur V              | Trumpet 8'      |        |                       |
|                  | Crescendosvällare | Trumpet harmonique 8' | Rörskalmeja 4'  |        |                       |
|                  |                   | Clairon 4'            |                 |        |                       |
|                  |                   | Tremulant             |                 |        |                       |
|                  |                   | Crescendosvällare     |                 |        |                       |

## Galleri

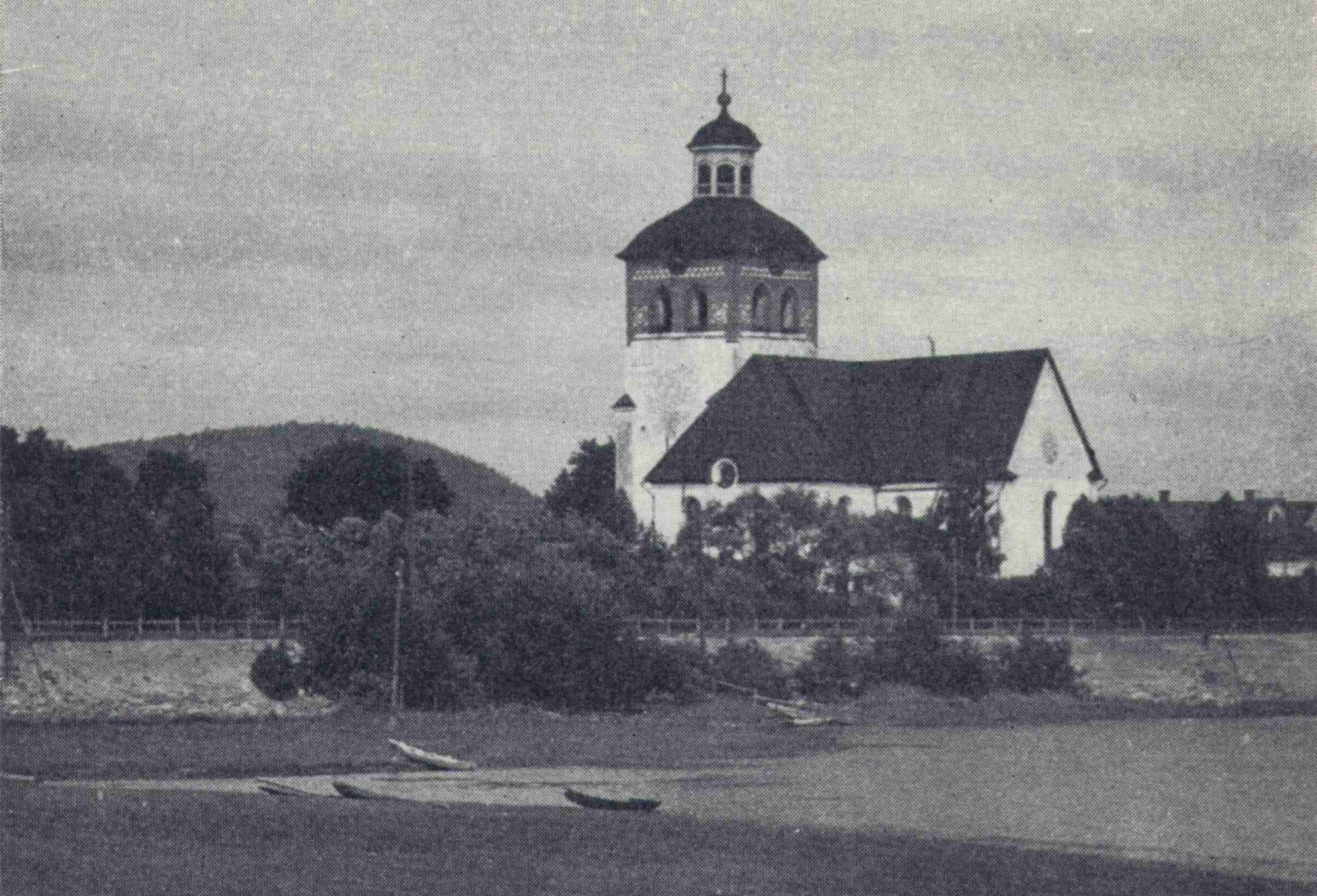
Bollnäs kyrka före 1923.
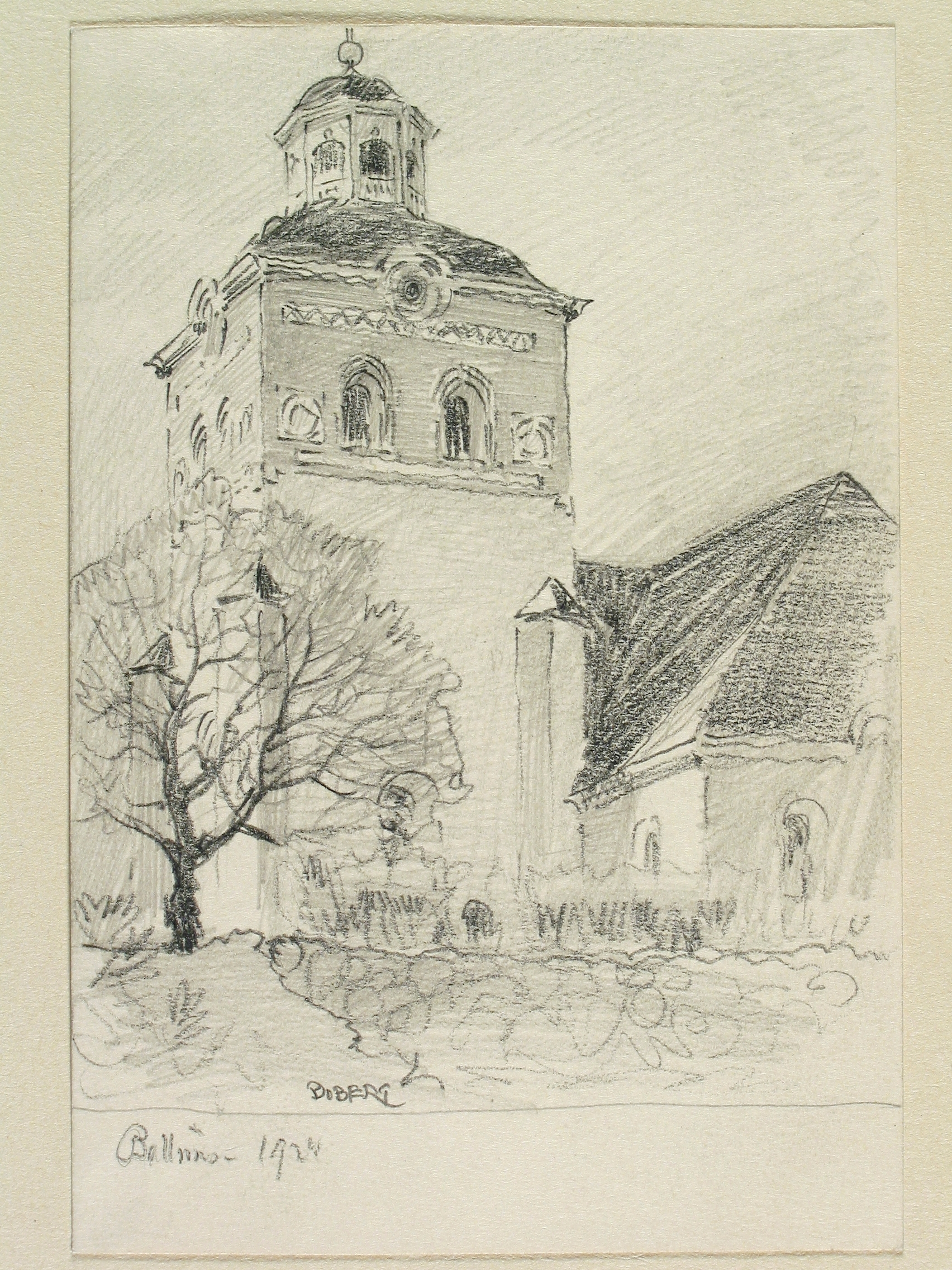
Bollnäs kyrka tecknad av Ferdinand Boberg 1924.
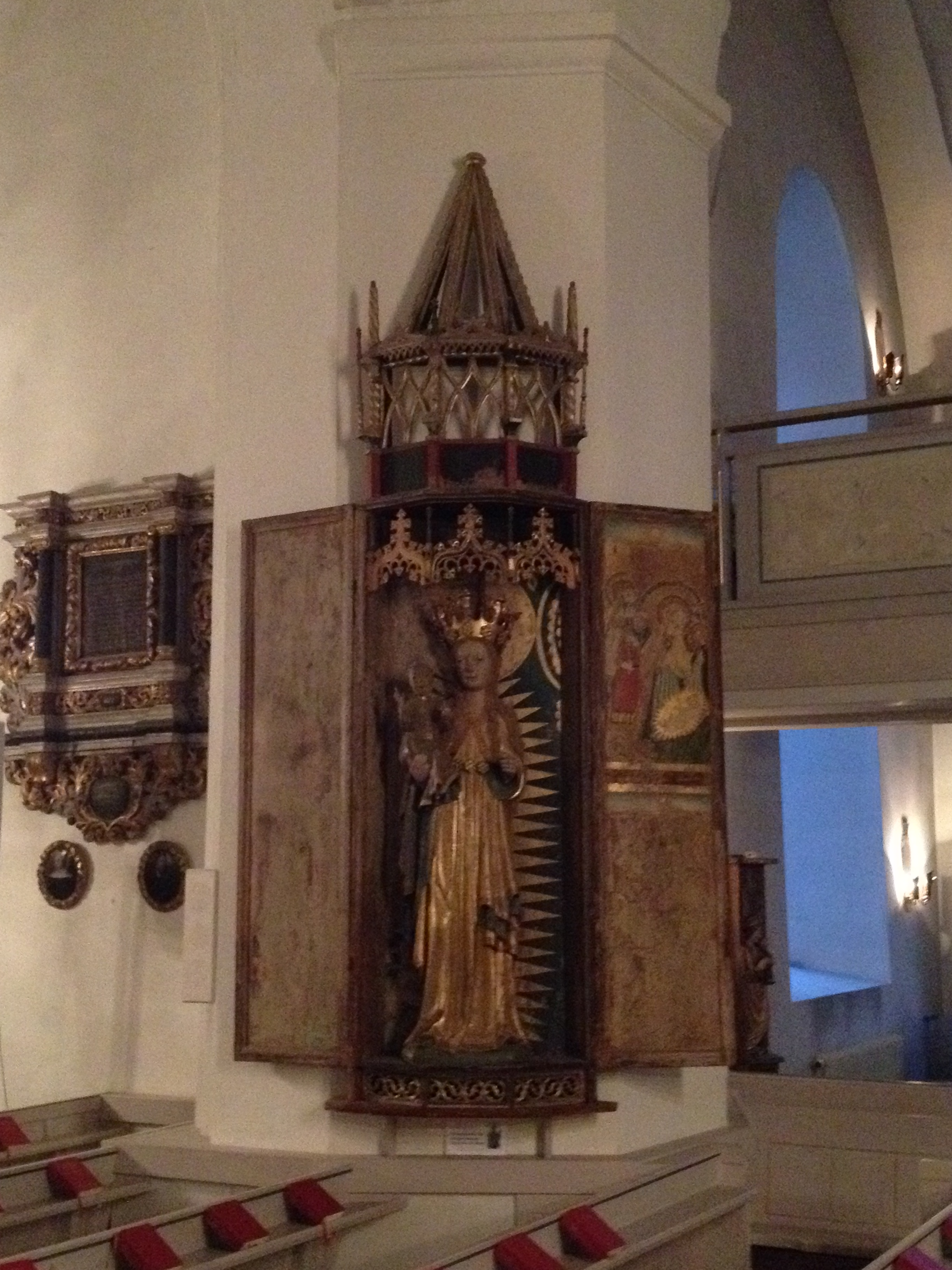
Altarskåpet känt som Bollnäsmadonnan.
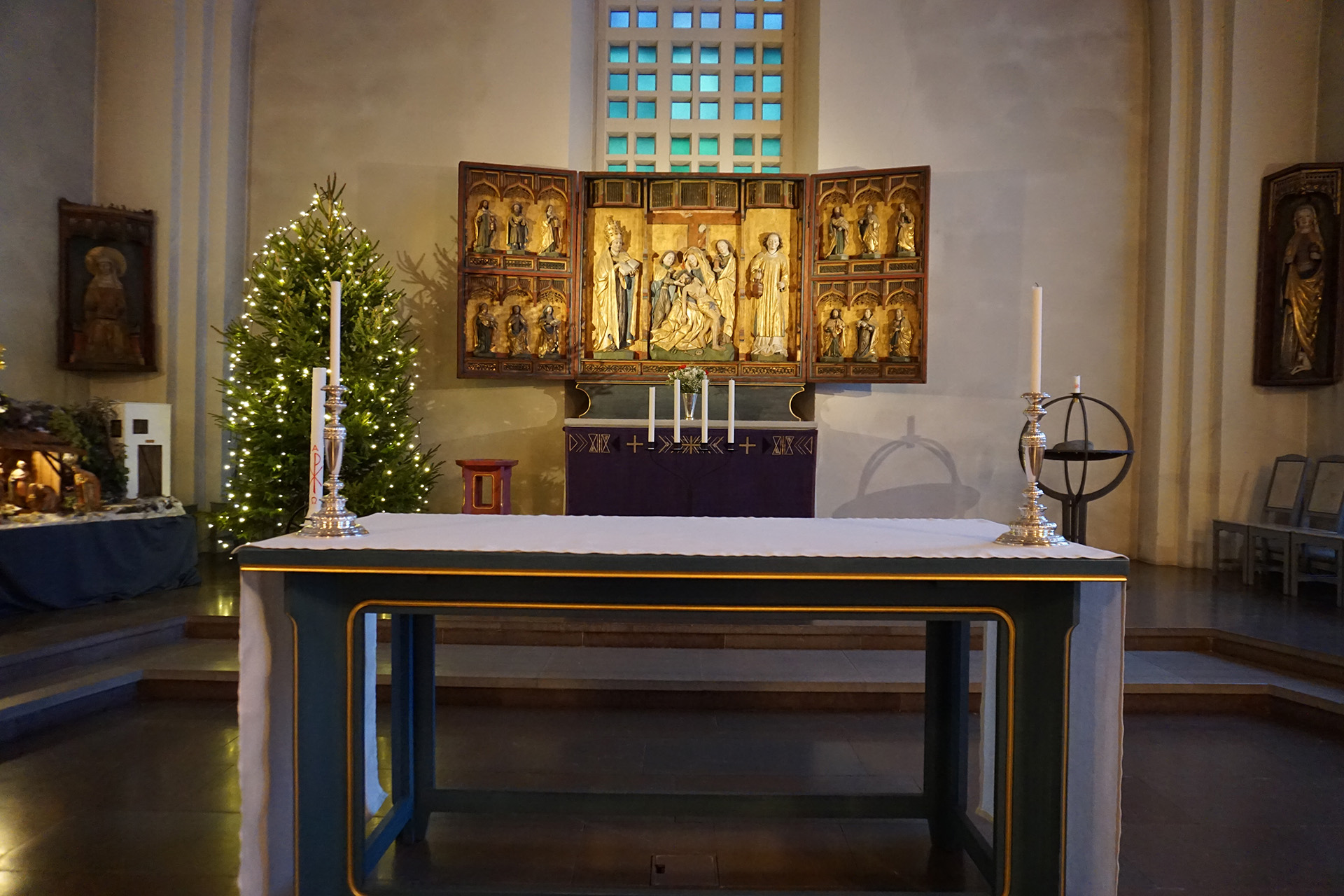
Altaret i Bollnäs kyrka vid advent.
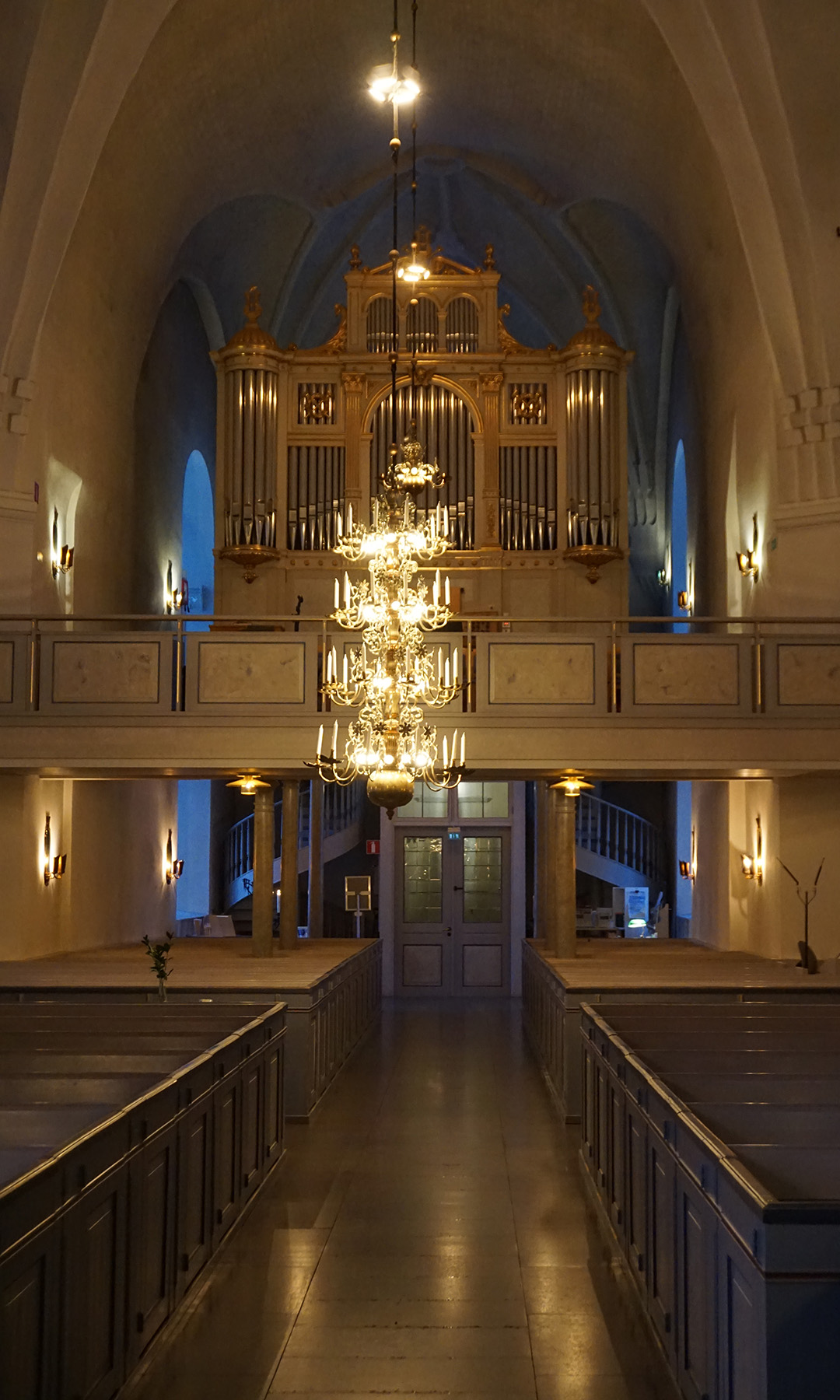
Kyrkorgel på läktare i Bollnäs kyrka vy från kyrkorummet.
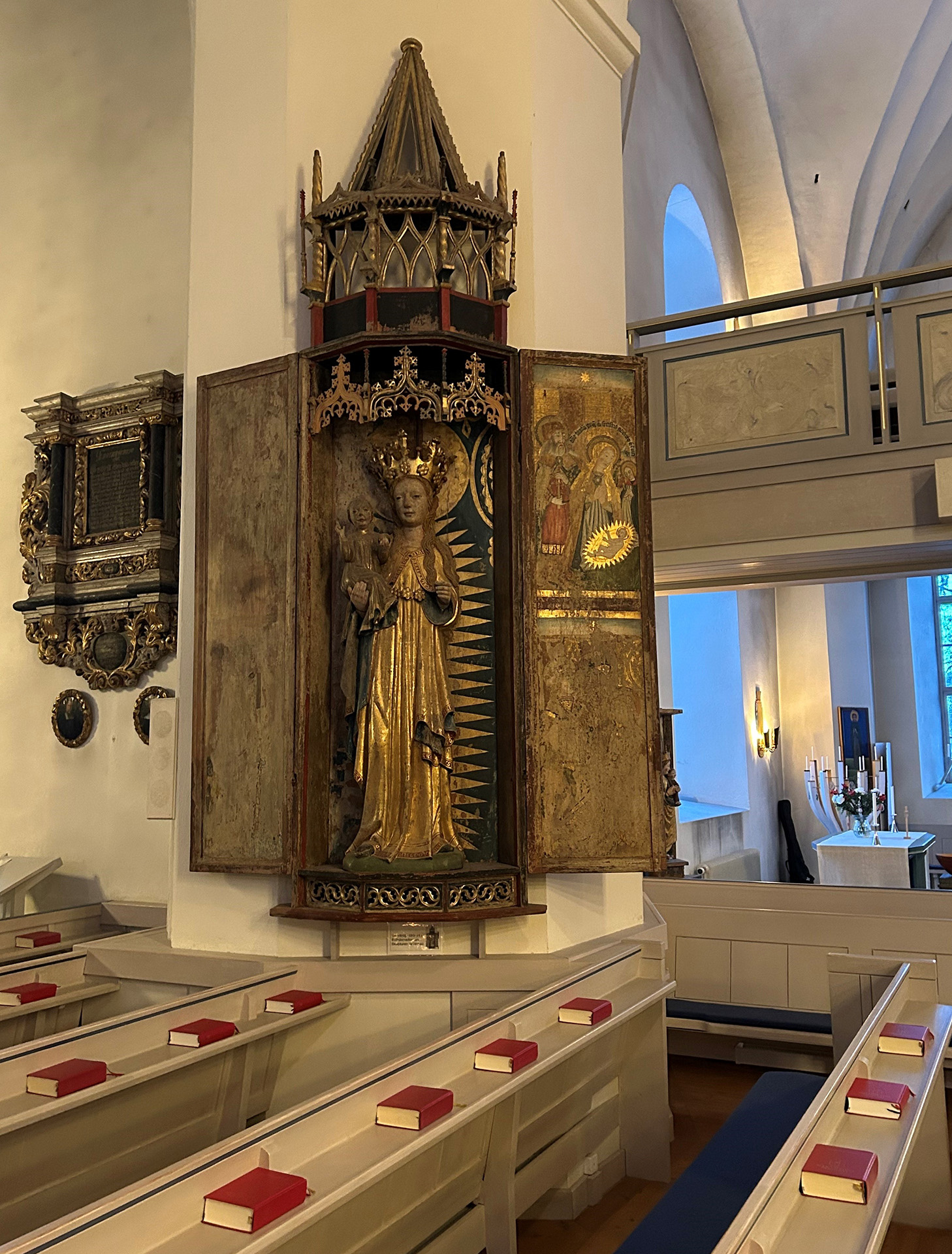
Madonnan - altarskåp i Bollnäs kyrka